# Папич, Коста
Коста Папич (серб. Коста Папић; 17 июля 1960 года, Нови-Сад) — сербский футбольный тренер.

## Биография
Свою серьезную тренерскую карьеру начал в Африке. Много лет специалист успешно работал с различными клубами из Нигерии, ЮАР, Танзании и Ганы. От болельщиков получил прозвище «Билл Клинтон» за внешнее сходство с бывшим Президентом США. В декабре 2018 года Папич впервые возглавил национальную команду. Он был назначен на пост главного тренера сборной Эсватини (бывшего Свазиленда).

## Достижения
- Чемпион Нигерии (2): 2001, 2002.
- Обладатель Суперкубка Нигерии: 2001.
- Чемпион Ганы (2): 2008/09, 2020/21[англ.].
- Чемпион Танзании: 2010/11.
- Обладатель Клубного Кубка КЕСАФА: 2011.